# Кенхунг
Кенхунг — государство, существовавшее в средние века на территории современного Сишуанбаньна-Дайского автономного округа китайской провинции Юньнань.

## История
Государство народа лы было создано в этих местах в конце XII века. После монгольского завоевания государства Дали оно стало вассалом созданной монголами на китайских землях империи Юань. Когда в конце XIII века Менграй Великий основал государство Ланнатай, то сделал Кенхунг своим данником.
В XVI веке Байиннаун покорил значительную часть Индокитая, и эти земли также попали под власть бирманской династии Таунгу. Бирманцы разделили территорию Кенхунга на 12 административных единиц, называемых «пан». На языке лы «12 пан» звучит как «сипсонг пханна» (в китайской передаче — «Сишуанбаньна»).
После распада бирманской империи Кенхунг оставался объектом нападений как бирманцев, так и тайцев, а в XVIII веке стал ареной бирмано-китайских войн. Кенхунг стал вассалом империи Цин, и эти земли постепенно интегрировались в состав китайской провинции Юньнань.